# Гірне (зупинний пункт)
Гі́рне — пасажирський залізничний зупинний пункт Львівської дирекції Львівської залізниці.
Розташована неподалік від сіл Гірне та Довголука Стрийського району Львівської області на лінії Стрий — Батьово між станціями Конюхів (5 км) та Любенці (4 км).
За 1,05 км від зупинки в сторону Любенців знаходиться залізничний переїзд, через який проходить дорога Гірне — Уличне.
Зупинний пункт Гірне виник 1958 року під такою ж назвою. Електрифікований у складі залізниці Стрий — Лавочне 1961 року.

## Річний розподіл приміських поїздів
| Сполучення       | 2015/2016 | 2016/2017 | 2017/2018 | 2018/2019 | 2019/2020 | 2020/2021 | 2021/2022 | 2022/2023 |
| ---------------- | --------- | --------- | --------- | --------- | --------- | --------- | --------- | --------- |
| Лавочне — Львів  | 1         | 1         | 1         | 1         | 2         | 1         | 1         | 1         |
| Стрий — Мукачево | 0         | 0         | 0         | 1         | 1         | 0         | 0         | 0         |
| Львів — Мукачево | 2         | 2         | 2         | 1         | 1         | 1         | 1         | 1         |
| Чоп — Львів      | 1         | 1         | 1         | 1         | 1         | 0         | 1         | 1         |
| Стрий — Лавочне  | 1         | 1         | 1         | 1         | 1         | 0         | 0         | 0         |
| Мукачево — Львів | 1         | 1         | 1         | 0         | 0         | 0         | 0         | 0         |
| Львів — Чоп      | 1         | 1         | 1         | 1         | 1         | 0         | 1         | 1         |
| Лавочне — Стрий  | 1         | 1         | 1         | 1         | 1         | 0         | 0         | 0         |
| Мукачево — Стрий | 1         | 1         | 1         | 1         | 2         | 1         | 1         | 1         |
| Львів — Лавочне  | 1         | 1         | 1         | 2         | 2         | 1         | 1         | 1         |